# Kongói partifecske
A kongói partifecske (Riparia congica) a verébalakúak (Passeriformes) rendjébe, ezen belül a fecskefélék (Hirundinidae) családjába és a Riparia nembe tartozó faj. 11 centiméter hosszú. A Kongó alsó folyása mentén él. Rovarokkal táplálkozik. Februártól márciusig költ, amikor alacsony a folyó vízállása, s a homokos meredek partba akár 1 méter mély üreget is áshat, melyet fészekként használ.

## Fordítás
- Ez a szócikk részben vagy egészben  a   Congo martin című angol Wikipédia-szócikk fordításán alapul.  Az eredeti cikk szerkesztőit annak laptörténete sorolja fel. Ez a jelzés csupán a megfogalmazás eredetét és a szerzői jogokat jelzi, nem szolgál a cikkben szereplő információk forrásmegjelöléseként.